# Cycnoches bennettii
Cycnoches bennettii är en orkidéart som beskrevs av Dodson. Cycnoches bennettii ingår i släktet Cycnoches, och familjen orkidéer.
Artens utbredningsområde är Peru. Inga underarter finns listade i Catalogue of Life.